# Federico Balzaretti
Federico Balzaretti (Torino, 6 dicembre 1981) è un dirigente sportivo ed ex calciatore italiano, di ruolo difensore.
Cresciuto nel Torino, vive le prime esperienze da professionista in prestito a Varese e Siena, tornando al Torino per giocare un anno in Serie A e due in Serie B. In seguito si trasferisce alla Juventus, giocando un anno in Serie A e Champions League con la vittoria del campionato non valida per i fatti di Calciopoli e la successiva stagione in cadetteria con la risalita. Ceduto alla Fiorentina nel 2007, dopo mezza stagione passa al Palermo con cui gioca titolare in Europa League. In questi anni conquista la maglia della Nazionale con la quale partecipa al Campionato europeo 2012, in cui l'Italia perde la finale contro la Spagna. Nella stessa estate si trasferisce alla Roma. Il 12 agosto 2015 annuncia il ritiro a causa di persistenti problemi fisici, dopo aver totalizzato complessivamente 221 presenze e 4 reti in Serie A e 130 presenze e 3 reti in Serie B.

## Biografia
Dall'ex compagna Jessica Gasparin ha avuto due figlie: Lucrezia, nata nel 2006, e Ginevra Vittoria, nata nel 2008.
Il 13 giugno 2011 si è sposato con la ballerina di danza classica Eleonora Abbagnato nella Cappella Palatina del Palazzo dei Normanni di Palermo.
Il 24 gennaio 2012 è diventato padre per la terza volta, della bambina Julia nata a Palermo; il 3 gennaio 2015 nasce il suo quarto figlio, di nome Gabriel, venuto al mondo a Roma, che seguirà le orme paterne entrando nel settore giovanile della Roma.
Il 21 luglio 2012 diventa cittadino onorario di Pezzana, paese dei suoi genitori.
Ad Aprile 2025 gli viene conferito a Roma in Campidoglio, un riconoscimento nell’ambito del Premio “Sette Colli”, riservato alle bandiere giallorosse. 

## Caratteristiche tecniche
Possedeva spiccate doti offensive, tipiche del suo ruolo di terzino sinistro. Fra le sue caratteristiche principali vi erano l'abilità nel cross e nella corsa, che lo rendevano sempre presente sia in fase difensiva sia offensiva, anche grazie alla sua resistenza. Nonostante abbia segnato pochi gol in carriera, possedeva un buon tiro dalla distanza.

## Carriera

### Giocatore

#### Club

##### Gli inizi
Accolto dall'età di sei anni nelle giovanili del Torino, gioca nelle serie minori con le maglie di Varese e Siena, alle quali viene ceduto in prestito. Tornato a Torino, esordisce in Serie A il 14 settembre 2002 contro l'Inter. Con i granata retrocessi in Serie B, diventa uno degli uomini più importanti della squadra.
Nel campionato di Serie B 2004-2005 con il Torino guadagna la promozione nella massima serie. Questa promozione raggiunta sul campo viene perduta a causa del fallimento della società durante il problematico ritiro precampionato. Il 10 agosto 2005 Balzaretti, come tutti gli altri giocatori, viene svincolato e lasciato libero di accordarsi con un'altra squadra.

##### Juventus
Pochi giorni dopo viene ingaggiato a parametro zero dalla Juventus. Proprio lui che aveva giurato amore eterno alla causa granata, ora passa a difendere i colori dell'altra squadra cittadina, anche per far restare in Piemonte l'allora moglie che era incinta della figlia Lucrezia. Questo trasferimento fu interpretato come un gesto di tradimento dai tifosi granata, che da allora hanno pesantemente contestato Balzaretti ogni volta che è tornato a Torino da avversario.
Con Fabio Capello trova spesso posto nell'undici titolare in assenza del pariruolo Giorgio Chiellini. Al suo primo anno in bianconero, nella quale colleziona 28 presenze (di cui 4 in Champions League), la squadra si classifica prima nel campionato 2005-2006, ma non vince lo scudetto: in seguito alle responsabilità della Juventus nello scandalo Calciopoli, lo scudetto viene assegnato all'Inter e la società retrocede in Serie B.
Rimane alla Juventus nella stagione 2006-2007, in Serie B, segnando contro il Crotone il suo primo gol in bianconero, nella vittoriosa partita contro i calabresi (5-0). Si ripete contro l'AlbinoLeffe. A fine stagione Balzaretti non rientra più nei piani della Juventus.

##### Fiorentina

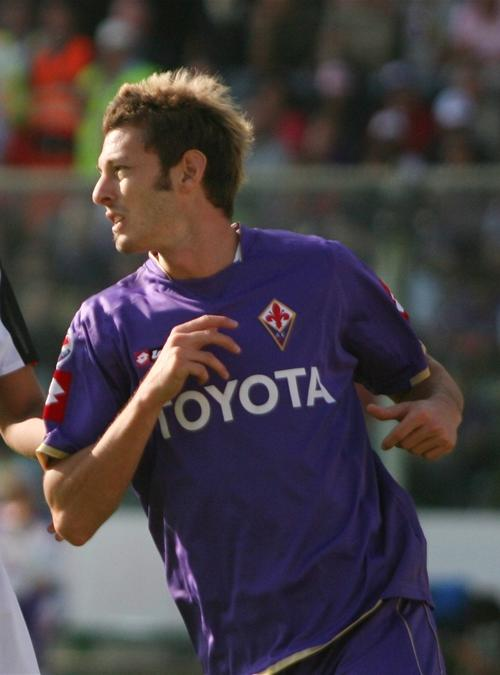
Balzaretti alla Fiorentina

Il 20 giugno 2007 viene acquistato dalla Fiorentina per 3,8 milioni di euro. Pochi giorni dopo, intervistato dai giornalisti, spiega di essere stato letteralmente "scaricato" dalla squadra bianconera.
Con la maglia viola ha disputato 6 partite in campionato, 2 in Coppa Italia e 3 in Coppa UEFA, per un totale di 11 apparizioni, poiché l'allenatore della squadra, Cesare Prandelli, gli preferiva giocatori come Manuel Pasqual e Massimo Gobbi e il loro rapporto non era quindi dei migliori. Nel gennaio 2008 lascia dunque la Toscana; ritroverà Cesare Prandelli come commissario tecnico della Nazionale italiana, che tornerà a prenderlo in considerazione per le convocazioni.

##### Palermo
Il 25 gennaio 2008, durante la sessione invernale del calciomercato, passa al Palermo sempre per 3,8 milioni di euro. Nella squadra rosanero veste la maglia numero 42 in onore del padre, nato nel 1942. Con questa squadra, negli anni, si è rivelato uno dei migliori esterni sinistri del campionato italiano. Esordisce con il rosanero il 2 febbraio 2008 in Palermo-Livorno (1-0), rendendosi autore di una prestazione positiva.
Nella mezza stagione a Palermo diventa un titolare della squadra, giocando 16 partite di campionato. Riconfermato titolare per la stagione successiva, colleziona 33 presenze in campionato senza segnare alcune rete. In poco tempo diventa uno dei giocatori chiave della squadra.

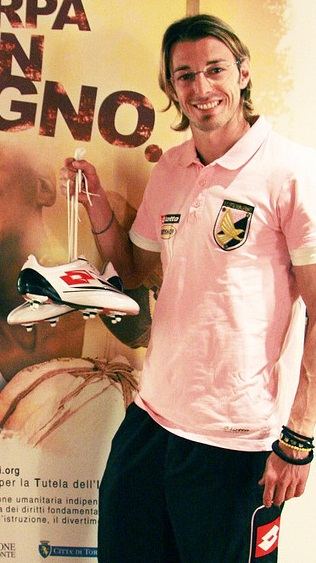
Balzaretti all'inizio della militanza nel Palermo

Il 18 ottobre 2009 segna la prima rete sia in Serie A che con la maglia del Palermo, utile ai fini della vittoria in trasferta contro il Livorno (1-2) all'ottava giornata di campionato, con un potente sinistro, dopo aver ricevuto il pallone da Mattia Cassani con un cross dalla fascia. Il 6 dicembre, giorno del suo ventottesimo compleanno, ha potuto festeggiare le sue 100 presenze in Serie A nella 15ª giornata di campionato che ha visto i rosanero battere per 2-1 il Cagliari; esse sono suddivise tra Torino (13), Juventus (20), Fiorentina (6) e Palermo (61). La stagione 2009-2010 è stata une delle migliori della sua carriera, nella quale ha dimostrato attaccamento alla maglia ed ha sfiorato l'idea di essere convocato in Nazionale. Chiude con 34 presenze in campionato e 2 in Coppa Italia.
Il 31 ottobre 2010, in Palermo-Lazio (0-1) della nona giornata del campionato, ha raggiunto le 100 presenze con la maglia del Palermo così suddivise: 92 in campionato, 3 in Coppa Italia e 5 in Europa League. Il 19 dicembre, in Bari-Palermo (1-1) della 17ª giornata, ha disputato la centesima partita in Serie A con la maglia rosanero. Il 23 aprile 2011, in Palermo-Napoli (2-1) della 34ª giornata di campionato, realizza la seconda rete in una stagione di massima serie (l'altra al Brescia nella seconda giornata), facendo così registrare un record personale. Oltre alle due reti già citate, le presenze stagionali sono 44, suddivise fra campionato, Coppa Italia (persa in finale contro l'Inter per 3-1) ed Europa League; è stato considerato in quella stagione come uno dei migliori terzini del campionato per prestazioni e numero di assist (in totale 6 assist serviti ai compagni).
Titolare nella stagione 2011-2012, si infortuna in Palermo-Udinese (1-1) della 29ª giornata di campionato disputata il 24 marzo. Rientra in campo il 6 maggio nell'ultima partita casalinga dei rosanero, nel 4-4 contro il ChievoVerona, subentrando a Nicolás Bertolo al 58'. Salta la partita successiva, l'ultima di campionato per una laringotracheite, chiudendo quindi la stagione con 27 presenze in campionato e 2 in Europa League.
Lascia il Palermo dopo quattro stagioni e mezzo, collezionando complessivamente 159 presenze e 3 reti.

##### Roma e ritiro

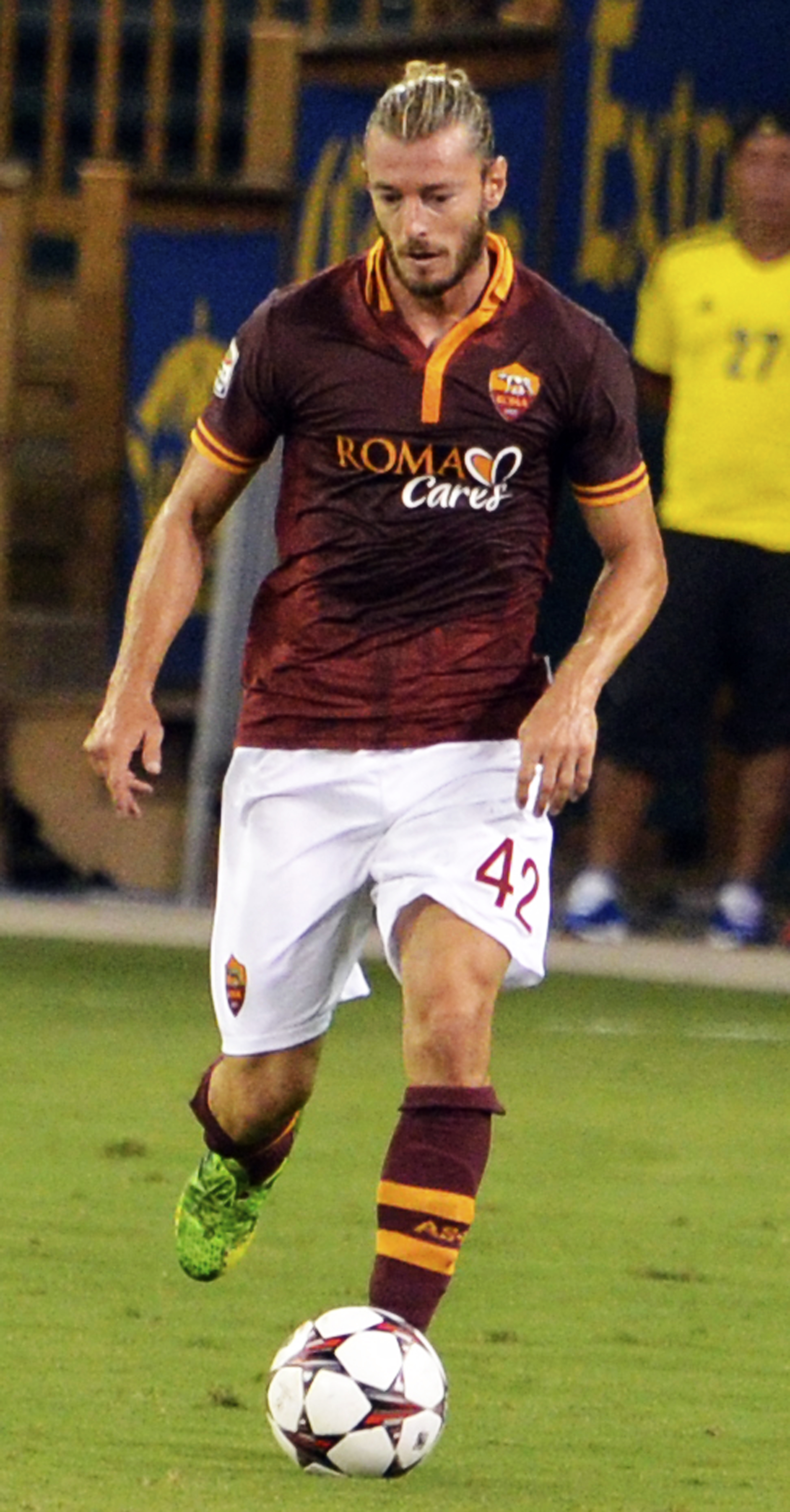
Balzaretti in azione per la Roma durante l'amichevole con il del 10 agosto 2013

Dopo aver rifiutato il prolungamento di contratto col Palermo (che gli offriva anche un futuro da dirigente), il 1º agosto 2012 si trasferisce alla Roma per 4,5 milioni di euro. Lo stesso giorno è stata pubblicata sul sito ufficiale del Palermo una lettera di saluto e ringraziamento ai tifosi rosanero. Esordisce in maglia giallorossa nº 42, mantenendo quindi la casacca che aveva al Palermo, nella gara casalinga contro il Catania (2-2), valevole per la prima giornata di campionato. Il 27 gennaio 2013 viene inserito nella Squadra dell'anno al Gran Galà del calcio AIC. Chiude la stagione con 27 presenze in campionato e 5 in Coppa Italia.
Segna la sua unica rete con la maglia della Roma il 22 settembre 2013, siglando il gol che sblocca il derby contro la Lazio (2-0) della quarta giornata del campionato di Serie A 2013-2014. Quindi è titolare fino alla partita di campionato contro il Sassuolo del 10 novembre 2013. Successivamente un'infiammazione all'adduttore si è tramutata in pubalgia, quindi il 24 gennaio 2014 si è operato a Boston. Il giocatore ha proseguito perciò con allenamenti personalizzati iniziando una cura a base di laser e ultrasuoni e il 15 marzo seguente è stato controllato nuovamente a Boston. La non riuscita dell'intervento di Boston lo ha costretto a tornare sotto i ferri il 24 luglio 2014, stavolta a Monaco di Baviera.
Il 3 aprile 2015 torna a giocare nella partita della formazione Primavera contro la Ternana, disputando il primo tempo. Viene inoltre convocato per la partita del 4 aprile contro il Napoli, tornando così disponibile dopo 17 mesi di assenza. Riesce a timbrare il cartellino di presenza in occasione dell'ultima partita di campionato, Roma-Palermo 1-2, il 31 maggio 2015. A fine stagione rimane svincolato, concludendo così la sua esperienza in giallorosso con 44 presenze e una rete.
Il 12 agosto 2015, durante una conferenza stampa, annuncia il suo ritiro dal calcio giocato, a causa di problemi fisici persistenti, all'età di 33 anni.

#### Nazionale italiana
Tra il 2000 e il 2002 gioca 23 partite (segnando un gol) con la Nazionale Under-20 e 4 partite con l'Under-21, sotto la gestione di Francesco Rocca.
Il 14 novembre 2010 riceve la prima convocazione in Nazionale maggiore, a quasi 29 anni, dal commissario tecnico Cesare Prandelli in vista dell'amichevole contro la Romania del 17 novembre. In tale partita, finita 1-1, gioca titolare.

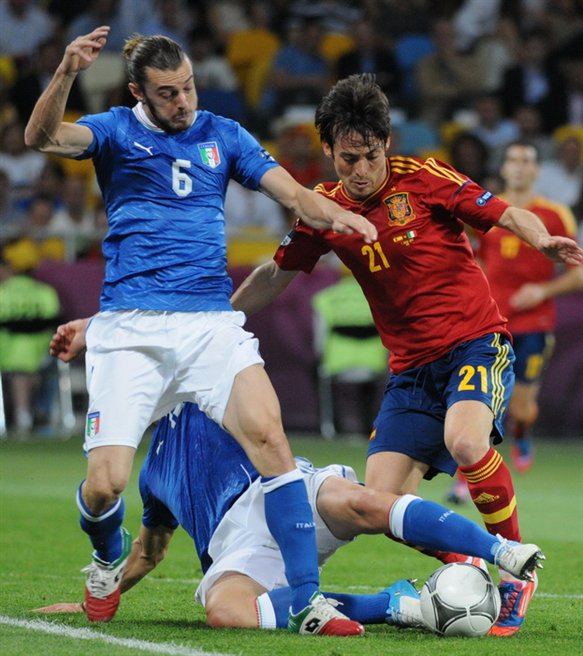
Balzaretti durante la finale del contro la

Il 20 marzo 2011 riceve la convocazione in vista delle partite contro Slovenia (qualificazione agli Europei 2012) ed Ucraina (amichevole): gioca la prima partita - disputata il 25 marzo e vinta in trasferta per 1-0 - da titolare, disputando ancora una volta tutti i 90 minuti e fornendo a Thiago Motta l'assist per il gol partita. In tutto saranno 4 le apparizioni nel girone di qualificazione.
Il 13 maggio 2012 viene inserito dal CT Prandelli nella lista dei 32 calciatori pre-convocati per la fase di preparazione in vista dell'Europeo 2012, venendo poi incluso nella lista definitiva consegnata il 29 maggio. Per le prime due partite del girone contro Spagna e Croazia Prandelli schiera la squadra con 3-5-2 e a sinistra gioca titolare Emanuele Giaccherini. Debutta quindi nella terza partita del girone e quindi gioca anche le tre partite della fase finale, con l'Italia schierata con il 4-4-2; in particolare, nella semifinale contro la Germania viene schierato sulla fascia destra. La Nazionale italiana perde 4-0 contro la Spagna in finale, in cui Balzaretti, che fino ai quarti ha ben figurato nel torneo, subentra al 20' all'infortunato Giorgio Chiellini.

### Dopo il ritiro
Il 12 agosto 2015, durante la stessa conferenza stampa in cui annuncia il proprio ritiro, Balzaretti informa anche di essere entrato a far parte della dirigenza della Roma, iniziando a occuparsi dei giovani calciatori ceduti in prestito.
Per il biennio 2015-2017, è opinionista delle partite di Champions League sui canali Premium Calcio, mentre nel giugno 2016 è ospite fisso a Il grande match su Rai 1, per commentare i post-partita dell'Europeo. Nell’estate del 2017 diventa opinionista su Fox Sports per il calcio internazionale.
Nel giugno del 2019, lascia la Roma dopo sette anni tra campo e dirigenza, ed entra a far parte della squadra di DAZN come opinionista a bordo campo, al fianco di Diletta Leotta, nei pre e post-partita delle partite di Serie A. L’anno seguente, commenta la Champions League su RMC Sports. Nell’estate del 2021, entra a far parte della squadra di Amazon Prime Video come opinionista in studio delle gare del mercoledì di UEFA Champions League. Nel frattempo, frequenta il corso da allenatore UEFA A a Coverciano.
Il 2 novembre dello stesso anno, ritorna a rivestire un incarico dirigenziale, diventando direttore sportivo del L.R. Vicenza, che a fine anno retrocede in Serie C. Dopo aver vinto una Coppa Italia Serie C nella stagione seguente, nel giugno 2023 Balzaretti conclude il rapporto con la società biancorossa, alla scadenza naturale del proprio contratto.
Il 26 giugno 2023, Balzaretti viene ufficialmente nominato nuovo responsabile dell'area tecnica dell'Udinese, sostituendo Pierpaolo Marino. Il 12 giugno 2024, viene annunciata la risoluzione consensuale del suo contratto con il club dopo una stagione sofferta.
Per la stagione seguente riprende il ruolo di opinionista su DAZN, su Prime Video per la Champions e per Cronache di Spogliatoio nel programma "Elastici", oltreché come seconda voce della finale di Supercoppa spagnola.
Dal gennaio del 2025 è nuovamente dirigente della Roma, dove si occupa dello scouting e dei giocatori in prestito come dieci anni prima.

## Statistiche

### Presenze e reti nei club
| Stagione        | Squadra         | Campionato      | Campionato | Campionato | Coppe nazionali | Coppe nazionali | Coppe nazionali | Coppe continentali | Coppe continentali | Coppe continentali | Altre coppe | Altre coppe | Altre coppe | Totale | Totale |
| Stagione        | Squadra         | Comp            | Pres       | Reti       | Comp            | Pres            | Reti            | Comp               | Pres               | Reti               | Comp        | Pres        | Reti        | Pres   | Reti   |
| --------------- | --------------- | --------------- | ---------- | ---------- | --------------- | --------------- | --------------- | ------------------ | ------------------ | ------------------ | ----------- | ----------- | ----------- | ------ | ------ |
| 1999-2000       | Varese          | C1              | 17         | 0          | CI-C            | ?               | ?               | -                  | -                  | -                  | -           | -           | -           | 17+    | 0+     |
| 2000-2001       | Varese          | C1              | 27         | 0          | CI-C+CI         | 0+2             | 0               | -                  | -                  | -                  | -           | -           | -           | 29+    | 0+     |
| Totale Varese   | Totale Varese   | Totale Varese   | 44         | 0          |                 | 2+              | 0+              |                    | -                  | -                  |             | -           | -           | 46+    | 0+     |
| 2001-2002       | Siena           | B               | 16         | 0          | CI              | 4               | 0               | -                  | -                  | -                  | -           | -           | -           | 20     | 0      |
| 2002-2003       | Torino          | A               | 13         | 0          | CI              | 1               | 0               | -                  | -                  | -                  | -           | -           | -           | 14     | 0      |
| 2003-2004       | Torino          | B               | 39         | 0          | CI              | 0               | 0               | -                  | -                  | -                  | -           | -           | -           | 39     | 0      |
| 2004-2005       | Torino          | B               | 38+4       | 1+1        | CI              | 7               | 0               | -                  | -                  | -                  | -           | -           | -           | 49     | 2      |
| Totale Torino   | Totale Torino   | Totale Torino   | 90+4       | 1+1        |                 | 8               | 0               |                    | -                  | -                  |             | -           | -           | 102    | 2      |
| 2005-2006       | Juventus        | A               | 20         | 0          | CI              | 4               | 0               | UCL                | 4                  | 0                  | -           | -           | -           | 28     | 0      |
| 2006-2007       | Juventus        | B               | 37         | 2          | CI              | 3               | 0               | -                  | -                  | -                  | -           | -           | -           | 40     | 2      |
| Totale Juventus | Totale Juventus | Totale Juventus | 57         | 2          |                 | 7               | 0               |                    | 4                  | 0                  |             | -           | -           | 68     | 2      |
| 2007-gen. 2008  | Fiorentina      | A               | 6          | 0          | CI              | 2               | 0               | CU                 | 3                  | 0                  | -           | -           | -           | 11     | 0      |
| gen.-giu. 2008  | Palermo         | A               | 16         | 0          | CI              | 0               | 0               | -                  | -                  | -                  | -           | -           | -           | 16     | 0      |
| 2008-2009       | Palermo         | A               | 33         | 0          | CI              | 1               | 0               | -                  | -                  | -                  | -           | -           | -           | 34     | 0      |
| 2009-2010       | Palermo         | A               | 34         | 1          | CI              | 2               | 0               | -                  | -                  | -                  | -           | -           | -           | 36     | 1      |
| 2010-2011       | Palermo         | A               | 33         | 2          | CI              | 4               | 0               | UEL                | 7                  | 0                  | -           | -           | -           | 44     | 2      |
| 2011-2012       | Palermo         | A               | 27         | 0          | CI              | 0               | 0               | UEL                | 2                  | 0                  | -           | -           | -           | 29     | 0      |
| Totale Palermo  | Totale Palermo  | Totale Palermo  | 143        | 3          |                 | 7               | 0               |                    | 9                  | 0                  |             | -           | -           | 159    | 3      |
| 2012-2013       | Roma            | A               | 27         | 0          | CI              | 5               | 0               | -                  | -                  | -                  | -           | -           | -           | 32     | 0      |
| 2013-2014       | Roma            | A               | 11         | 1          | CI              | 0               | 0               | -                  | -                  | -                  | -           | -           | -           | 11     | 1      |
| 2014-2015       | Roma            | A               | 1          | 0          | CI              | 0               | 0               | UCL                | -                  | -                  | -           | -           | -           | 1      | 0      |
| Totale Roma     | Totale Roma     | Totale Roma     | 39         | 1          |                 | 5               | 0               |                    | -                  | -                  |             | -           | -           | 44     | 1      |
| Totale carriera | Totale carriera | Totale carriera | 399        | 8          |                 | 35+             | 0+              |                    | 16                 | 0                  |             | -           | -           | 450+   | 8+     |

### Cronologia presenze e reti in nazionale
| Cronologia completa delle presenze e delle reti in nazionale ― Italia | Cronologia completa delle presenze e delle reti in nazionale ― Italia | Cronologia completa delle presenze e delle reti in nazionale ― Italia | Cronologia completa delle presenze e delle reti in nazionale ― Italia | Cronologia completa delle presenze e delle reti in nazionale ― Italia | Cronologia completa delle presenze e delle reti in nazionale ― Italia | Cronologia completa delle presenze e delle reti in nazionale ― Italia | Cronologia completa delle presenze e delle reti in nazionale ― Italia |
| Data                                                                  | Città                                                                 | In casa                                                               | Risultato                                                             | Ospiti                                                                | Competizione                                                          | Reti                                                                  | Note                                                                  |
| --------------------------------------------------------------------- | --------------------------------------------------------------------- | --------------------------------------------------------------------- | --------------------------------------------------------------------- | --------------------------------------------------------------------- | --------------------------------------------------------------------- | --------------------------------------------------------------------- | --------------------------------------------------------------------- |
| 17-11-2010                                                            | Klagenfurt am Wörthersee                                              | Romania                                                               | 1 – 1                                                                 | Italia                                                                | Amichevole                                                            | -                                                                     |                                                                       |
| 25-3-2011                                                             | Lubiana                                                               | Slovenia                                                              | 0 – 1                                                                 | Italia                                                                | Qual. Euro 2012                                                       | -                                                                     |                                                                       |
| 3-6-2011                                                              | Modena                                                                | Italia                                                                | 3 – 0                                                                 | Estonia                                                               | Qual. Euro 2012                                                       | -                                                                     |                                                                       |
| 7-6-2011                                                              | Liegi                                                                 | Italia                                                                | 0 – 2                                                                 | Irlanda                                                               | Amichevole                                                            | -                                                                     | 66’                                                                   |
| 6-9-2011                                                              | Firenze                                                               | Italia                                                                | 1 – 0                                                                 | Slovenia                                                              | Qual. Euro 2012                                                       | -                                                                     |                                                                       |
| 11-10-2011                                                            | Pescara                                                               | Italia                                                                | 3 – 0                                                                 | Irlanda del Nord                                                      | Qual. Euro 2012                                                       | -                                                                     |                                                                       |
| 15-11-2011                                                            | Roma                                                                  | Italia                                                                | 0 – 1                                                                 | Uruguay                                                               | Amichevole                                                            | -                                                                     |                                                                       |
| 1-6-2012                                                              | Zurigo                                                                | Italia                                                                | 0 – 3                                                                 | Russia                                                                | Amichevole                                                            | -                                                                     |                                                                       |
| 18-6-2012                                                             | Poznań                                                                | Italia                                                                | 2 – 0                                                                 | Irlanda                                                               | Euro 2012 - 1º turno                                                  | -                                                                     |                                                                       |
| 24-6-2012                                                             | Kiev                                                                  | Inghilterra                                                           | 0 – 0 dts (2 – 4 dtr)                                                 | Italia                                                                | Euro 2012 - Quarti di finale                                          | -                                                                     |                                                                       |
| 28-6-2012                                                             | Varsavia                                                              | Germania                                                              | 1 – 2                                                                 | Italia                                                                | Euro 2012 - Semifinale                                                | -                                                                     |                                                                       |
| 1-7-2012                                                              | Kiev                                                                  | Spagna                                                                | 4 – 0                                                                 | Italia                                                                | Euro 2012 - Finale                                                    | -                                                                     | 20’                                                                   |
| 15-8-2012                                                             | Berna                                                                 | Italia                                                                | 1 – 2                                                                 | Inghilterra                                                           | Amichevole                                                            | -                                                                     |                                                                       |
| 16-10-2012                                                            | Milano                                                                | Italia                                                                | 3 – 1                                                                 | Danimarca                                                             | Qual. Mondiali 2014                                                   | -                                                                     |                                                                       |
| 14-11-2012                                                            | Parma                                                                 | Italia                                                                | 1 – 2                                                                 | Francia                                                               | Amichevole                                                            | -                                                                     |                                                                       |
| 11-10-2013                                                            | Copenaghen                                                            | Danimarca                                                             | 2 – 2                                                                 | Italia                                                                | Qual. Mondiali 2014                                                   | -                                                                     |                                                                       |
| Totale                                                                |                                                                       | Presenze                                                              | 16                                                                    |                                                                       | Reti                                                                  | 0                                                                     |                                                                       |

| Cronologia completa delle presenze e delle reti in nazionale ― Italia under 21 | Cronologia completa delle presenze e delle reti in nazionale ― Italia under 21 | Cronologia completa delle presenze e delle reti in nazionale ― Italia under 21 | Cronologia completa delle presenze e delle reti in nazionale ― Italia under 21 | Cronologia completa delle presenze e delle reti in nazionale ― Italia under 21 | Cronologia completa delle presenze e delle reti in nazionale ― Italia under 21 | Cronologia completa delle presenze e delle reti in nazionale ― Italia under 21 | Cronologia completa delle presenze e delle reti in nazionale ― Italia under 21 |
| Data                                                                           | Città                                                                          | In casa                                                                        | Risultato                                                                      | Ospiti                                                                         | Competizione                                                                   | Reti                                                                           | Note                                                                           |
| ------------------------------------------------------------------------------ | ------------------------------------------------------------------------------ | ------------------------------------------------------------------------------ | ------------------------------------------------------------------------------ | ------------------------------------------------------------------------------ | ------------------------------------------------------------------------------ | ------------------------------------------------------------------------------ | ------------------------------------------------------------------------------ |
| 20-2-2002                                                                      | Grosseto                                                                       | Italia under 21                                                                | 0 – 2                                                                          | Germania under 21                                                              | Amichevole                                                                     | -                                                                              | 54’                                                                            |
| 6-9-2002                                                                       | Baku                                                                           | Azerbaigian under 21                                                           | 0 – 3                                                                          | Italia under 21                                                                | Qual. Europeo Under-21 2004                                                    | -                                                                              |                                                                                |
| 11-10-2002                                                                     | Avellino                                                                       | Italia under 21                                                                | 4 – 1                                                                          | Jugoslavia under 21                                                            | Qual. Europeo Under-21 2004                                                    | -                                                                              |                                                                                |
| 15-10-2002                                                                     | Cardiff                                                                        | Galles under 21                                                                | 1 – 2                                                                          | Italia under 21                                                                | Qual. Europeo Under-21 2004                                                    | -                                                                              |                                                                                |
| Totale                                                                         |                                                                                | Presenze                                                                       | 4                                                                              |                                                                                | Reti                                                                           | 0                                                                              |                                                                                |

## Palmarès

### Club
- Campionato italiano di Serie B: 1

Juventus: 2006-2007

### Nazionale
- Torneo Quattro Nazioni: 1

2001-2002

### Individuale
- Gran Galà del calcio AIC: 1

Squadra dell'anno: 2012